# Mauri Vansevenant
Mauri Vansevenant, nascido em 1 de junho de 1999, é um ciclista belga, membro da equipa Deceuninck-Quick Step. É o filho de Wim Vansevenant, igualmente um antigo corredor ciclista

## Biografia
Mauri Vansevenant continuou nos passos do seu pai começando no ciclismo à idade de 14 anos, em categoria aspirantes. Num primeiro momento, especializa-se no ciclocross
Em 2017, distingue-se em estrada terminando segundo e terçeiro nas etapas da Tour do País de Vaud, parte da Copa das Nações juniores. Ao nível nacional, impõe-se sobretudo durante a última etapa da Estrela do Sul-Limbourg. Durante a Clássica dos Alpes juniores, encontra-se só em fuga, mas sofre uma queda e abandona
Em 2018, apanha a equipa EFC-L&R-Vulsteke. Para a sua primeira temporada nas esperanças, mostra boas disposições nas carreiras difíceis terminando quinto na Volta à Lombardia aficionados e décimo do Giro do Vale de Aosta. Em 2019, classifica-se quarto do Orlen Nações Grandes Prêmios e quinto do Grande Prêmio Priessnitz spa, em Copa das Nações esperanças. Ao princípio do verão, impõe-se na França sobre a Volta do Piamonte piréneus, com mais de cinco minutos de antemão sobre o segundo. Pouco tempo depois, confirma conseguindo o Giro do Vale de Aosta, competição reputada para os escaladores esperanças. Resulta o segundo ciclista belga a inscrever o nome no palmarés da prova, após Luc Wallays em 1983. Classifica-se igualmente sexto da Tour de l'Avenir após ter levado o maillot de líder.
Passa profissional ao finalizar os seus estudos em julho de 2020, nas fileiras da equipa WorldTour Deceuninck-Quick Step

## Palmarés em estrada
- 2017
  - 3.º etapa da Estrela do Sul-Limbourg
- 2018
  - 2.º etapa da Volta do Piamonte piréneus (contrarrelógio por equipas)
- 2019
  - Volta do Piamonte piréneus :
    - Classificação geral
    - 3.º etapa

  - Classificação geral da Giro do Vale de Aosta

### Palmarés profissional
- 2020
  - 1.ª etapa (b) da Semana internacional Coppi e Bartali (contrarrelógio por equipas)
- 2021
  - Grande Prêmio da indústria e do artesanato de Larciano 2021
  - 3.º do Troféu Laigueglia

## Classificações mundiais
| Ano             | 2018  |
| UCI Europe Tour | 1 427 |